# Křovinář žararaka
Křovinář žararaka (Bothrops jararaca) je druh jedovatého zmijovitého hada z podčeledi chřestýšovitých, endemicky se vyskytujícího v Jižní Americe, především na jihu a jihovýchodě Brazílie, v menší míře i v Paraguayi a severu Argentiny. Jméno pochází z indiánského jazyka tupí, v němž slova yarará ca znamenají „obrovský had“.

## Charakteristika
Křovináři žararaka se vyskytují nejčastěji v zalesněných oblastech, mohou se však pohybovat i po travnatých pláních a savanách. Většinou jsou nalézáni v prostředí ležícím pod nadmořskou výškou 1000 metrů nad mořem. Hlava křovináře žararaka je ostře vyvýšená a asi středně tmavě hnědá s černým vzorováním. Po délce hlavy se táhne také hnědý proužek končící u dolní čelisti. Mladí jedinci mívají zpravidla bílý konec ocasu. Zbytek těla je nejčastěji světle až tmavě hnědý. Délka dosahuje maximálně 160 centimetrů, ale běžní jedinci jsou podstatně kratší (nejčastěji okolo 60 cm). Samice bývají větší, než samci. Stejně, jako ostatní křovináři, je i křovinář žararaka vybaven tzv. „tepločivnými jamkami“, s jejichž pomocí je schopen detekovat teplo vydávané ostatními živočichy i v naprosté tmě, a nemá (na rozdíl od pravých chřestýšů) vyvinuté chřestidlo. Je vejcoživorodý a ve volné přírodě se dožívá 10 až 20 let. Loví ptáky, savce, obojživelníky, plazy a hmyz.

## Jed
V oblasti svého výskytu způsobí křovinář žararaka více uštknutí, než kterýkoliv jiný had. Jeho jed způsobuje otoky, modřiny a puchýře v zasažené části končetiny, šok a dokonce i bezprostřední systémové krvácení dásní. Někdy je dokonce schopen zastavit i činnost ledvin. Jed je do těla oběti vpouštěn zuby nacházejícími se v přední části horní čelisti.

### Užití jedu v lékařství
Navzdory smrtelné síle křovinářova jedu existují v tomto směru i jistá pozitiva. Mezi nimi je nejen příprava protijedů, jež jsou poté schopny zachránit životy uštknutých lidí, ale také výroba léků na léčbu vysokého krevního tlaku a některých typů selhání srdce.